# Brachythecium kamounense
Brachythecium kamounense är en bladmossart som beskrevs av Georg Friedrich von Jaeger 1878. Brachythecium kamounense ingår i släktet gräsmossor, och familjen Brachytheciaceae. Inga underarter finns listade i Catalogue of Life.